# Thinali
Thinali (in greco Θινάλι?) è un ex comune della Grecia nella periferia delle Isole Ionie (unità periferica di Corfù) con 5.512 abitanti secondo i dati del censimento 2001.
È stato soppresso a seguito della riforma amministrativa, detta Programma Callicrate, in vigore dal gennaio 2011 ed è ora compreso nel comune di Corfù.

## Località
È suddiviso nelle seguenti comunità (i nomi dei villaggi tra parentesi):
- Nymfes (Nymfes, Platonas)
- Agios Panteleimonas (Agios Panteleimonas, Acharavi, Vrachleri, Lazaratika, Priftiatika, Strongyli, Fourni)
- Episkepsi (Episkepsi, Agios Stefanos)
- Klimatia (Klimatia, Episkopi, Kyprianades)
- Lafki (Lafki, Agios Martinos, Psachnia, Trimodi)
- Loutses (Loutses, Anapaftiria, Apraos, Magarika)
- Xanthates
- Peritheia (Peritheia, Agios Ilias, Vathy, Vasilika, Vouni, Karniaris, Krinia, Pelekito, Perouli, Pithos, Riliatika)
- Petaleia (Petaleia, Droseri, Eriva, Perama, Strinyla)
- Sfakera (Sfakera, Roda)